# Mietel
Mietel (do 2005 r. Stary Mietel) – wieś w Polsce, położona w województwie świętokrzyskim, w powiecie buskim, w gminie Stopnica.
W latach 1975–1998 miejscowość administracyjnie należała do województwa kieleckiego.
We wsi znajduje się świetlica wiejska (dawniej szkoła). Znajduje się tu również remiza strażacka. Najbliższe miasto to Stopnica.

## Części wsi
| SIMC    | Nazwa             | Rodzaj    |
| ------- | ----------------- | --------- |
| 0272862 | Kamodzienice      | część wsi |
| 0272879 | Łączki            | część wsi |
| 0272885 | Mietel Pacanowski | część wsi |
| 0272891 | Mietel Stopnicki  | część wsi |
| 0272900 | Mietel Turski     | część wsi |
| 0272916 | Mietel Wojczański | część wsi |
| 0272922 | Nowy Mietel       | część wsi |
| 0272939 | Podgórze          | część wsi |
| 0272945 | Warszawa          | część wsi |

## Osoby związane z miejscowością
- Jan Morycz – polski działacz ruchu ludowego, żołnierz Batalionów Chłopskich.